# Laura Barbierato
Laura Barbierato (Rovigo, 14 luglio 1978) è un'ex calciatrice italiana, di ruolo difensore o centrocampista.
Ha vestito la maglia azzurra della nazionale italiana in 3 incontri.

## Carriera

### Club
Laura Barbierato, nata a Rovigo e cresciuta con la famiglia a San Martino di Venezze, si appassiona al gioco del calcio fin da giovanissima, trovando nel Gordige, società con sede a Cavarzere, la possibilità di giocare con una squadra interamente femminile tesserandosi dall'età di 13 anni. Con le biancazzurre condivide il percorso che la porteranno dalla Serie D, quarto e più basso livello del campionato italiano femminile di calcio, alla C, entrambe regionali, fino alla promozione in B conquistata al termine della stagione 1996-1997.
Rimane con il Gordige altre due stagioni quando, durante il calciomercato estivo 1999 coglie l'occasione per trasferirsi al Bardolino, squadra alla sua terza Serie A. Il sodalizio con la società con sede nell'omonimo centro affacciato al Lago di Garda dura per quasi tutto l'arco della carriera, con Barbierato che inserita nel reparto difensivo contribuisce a raggiungere i primi importanti traguardi sportivi per la compagnie gialloblu, iniziando dall'edizione 2001 della Supercoppa. Al termine del campionato di Serie A 2004-2005 festeggia con le compagne il primo Scudetto della storia della società. Grazie ai suoi risultati sportivi nel corso del 2005 viene premiata dal Comitato olimpico nazionale italiano (CONI) con la medaglia di bronzo.
Nell'estate 2005 la società cambia la denominazione in Bardolino Verona, puntando a traguardi ancora più prestigiosi: Barbierato condivide alla prima stagione con la nuova denominazione la conquista della Supercoppa, e della prima Coppa Italia, avendo anche l'occasione di debuttare in un torneo internazionale per club, l'edizione 2005-2006 della UEFA Women's Cup, il 9 agosto 2005, in occasione del primo turno di qualificazione, incontro dove le veronesi superano le croate del Maksimir per 3-0.
mentre dalla stagione successiva arrivano tre titoli di Campione d'Italia consecutivi, al termine dei campionati 2006-2007, 2007-2008 e 2008-2009. A questi si aggiungono le tre Coppe Italia, 2006, 2007 e intervallata da una stagione lasciata alla Torres, quella 2009, e le due supercoppe 2007 e 2008. Al termine della stagione 2009-2010 decide di lasciare la società con un tabellino personale di oltre 200 partite complessive tra campionato, coppe e Champions League.
Le ultime due stagioni in attività le gioca con il Fortitudo Mozzecane in Serie B, dove schierata nel settore di centrocampo contribuisce alla storica promozione in Serie A della squadra al termine della stagione 2011-2012, giunta al primo posto del girone A di Serie A2.

## Statistiche

### Cronologia presenze e reti in nazionale
| Cronologia completa delle presenze e delle reti in nazionale ― Italia | Cronologia completa delle presenze e delle reti in nazionale ― Italia | Cronologia completa delle presenze e delle reti in nazionale ― Italia | Cronologia completa delle presenze e delle reti in nazionale ― Italia | Cronologia completa delle presenze e delle reti in nazionale ― Italia | Cronologia completa delle presenze e delle reti in nazionale ― Italia | Cronologia completa delle presenze e delle reti in nazionale ― Italia | Cronologia completa delle presenze e delle reti in nazionale ― Italia |
| Data                                                                  | Città                                                                 | In casa                                                               | Risultato                                                             | Ospiti                                                                | Competizione                                                          | Reti                                                                  | Note                                                                  |
| --------------------------------------------------------------------- | --------------------------------------------------------------------- | --------------------------------------------------------------------- | --------------------------------------------------------------------- | --------------------------------------------------------------------- | --------------------------------------------------------------------- | --------------------------------------------------------------------- | --------------------------------------------------------------------- |
| 30-5-2007                                                             | Dublino                                                               | Irlanda                                                               | 1 – 2                                                                 | Italia                                                                | Qual. Euro 2009                                                       | -                                                                     | 90+1’                                                                 |
| 30-1-2008                                                             | Martigues                                                             | Francia                                                               | 1 – 0                                                                 | Italia                                                                | Amichevole                                                            | -                                                                     | 90+3’                                                                 |
| 16-2-2008                                                             | Villacidro                                                            | Italia                                                                | 4 – 1                                                                 | Irlanda                                                               | Qual. Euro 2009                                                       | -                                                                     | 58’                                                                   |
| Totale                                                                |                                                                       | Presenze                                                              | 3                                                                     |                                                                       | Reti                                                                  | 0                                                                     |                                                                       |

## Palmarès

### Club
- Campionato italiano: 5

Bardolino: 2004-2005
Bardolino Verona: 2006-2007, 2007-2008, 2008-2009
- Campionato italiano di Serie A2: 1

Fortitudo Mozzecane: 2011-2012
- Coppa Italia: 3

Bardolino Verona: 2005-2006, 2006-2007, 2008-2009
- Supercoppa italiana: 4

Bardolino: 2001
Bardolino Verona: 2005, 2007, 2008